# Bernard Giraudeau
Bernard René Giraudeau (La Rochelle, 18 de junho de 1947 — Paris, 17 de julho de 2010) foi um ator e escritor francês.

## Biografia
Neto de um capitão da marinha, filho de um militar da Infantaria que participou de missões na Indochina e na Argélia, Bernard Giraudeau tinha 16 anos de idade quando alistou-se na Marinha Nacional em 1963, entrando como aprendiz na Escola dos mecânicos da frota de Toulon. Entre 1965 e 1966, passou de marinheiro a contramestre e embarcou no porta-helicóptero Jeanne d'Arc, participando das duas primeiras campanhas de treinamento marítimo dos aspirantes a oficial. Navegou depois na fragata Duquesne, antes de deixar a marinha e entrar no Conservatório Nacional Superior de Arte Dramática de Paris.  
Pouco tempo depois encontrou a atriz Anny Duperey, com quem viveu 18 anos. Tiveram dois filhos: Gaël (nascido em 1982) e a atriz Sara Giraudeau, nascida em 1985, revelação feminina da vigésima primeira ‘’Nuit des Molières’’ em maio de 2007. Deu os primeiros passos no cinema em 1973, ao lado do ator Jean Gabin, no filme “Deux hommes dans la ville”. Tornou-se cineasta em 1987, continuando também a trabalhar como ator. 
Em 2000, um câncer obriga-o a fazer uma ablação do rim esquerdo, mas após a descoberta de uma metástase do pulmão em 2005, teve de diminuir suas atividades. Compreendeu então que devia mudar de vida, explicando que o câncer ajudou-o a melhor se conhecer. Começou a dedicar uma parte de seu tempo aos doentes, apoiando o Instituto Curie e o Instituto Gustave Roussy.
Nos últimos anos de vida, dedicou-se com sucesso à escritura, tornando-se membro da associação dos "Escritores da Marinha". Seu romance Les Dames de nage obteve a décima quinta classificação dos livros mais vendidos em 2007 (117 000 exemplares), e isto antes de sua publicação em livro de bolso em 2008. Seu último livro, Cher Amour, publicado em maio de 2009 pela editora Métailié, obteve o oitavo lugar em número de exemplares vendidos, segundo a classificação de Relay-Relaxnews de 10 a 16 de junho de 2009.
Em 26 de abril de 2009. Bernard Giraudeau foi presidente da vigésima terceira cerimônia da Nuit des Molières. Profundamente apegado à Marinha nacional, foi o padrinho da promoção 2010 « Frégate Thétis », assim chamada em homenagem a uma plataforma flutuante para embarcações, construída em 1829. 
Em 4 de novembro de 2009, recebeu o prêmio ‘’Pierre Mac Orlan’’ pelo seu livro Cher Amour.Mas não pode assistir a cerimônia por causa do seu estado de saúde.
Trabalhou com diretores consagrados como Claude Miller, Patrice Leconte, Olivier Assayas, François Ozon e Ettore Scola, tornando-se um dos atores franceses mais populares na anos de 1980 quando atuou no filme "Fosca, Paixão de Amor".

## Morte
O ator morreu no dia 17 de julho de 2010, aos 63 anos de idade, na capital francesa, vítima de câncer contra o qual lutou durante 11 anos.

## Filmografia

### Ator

#### Cinema
- 1973 : La Poursuite implacable de Sergio Sollima
- 1973 : Deux Hommes dans la ville de José Giovanni : ‘’Frédéric Cazeneuve’’
- 1975 : Le Gitan de José Giovanni : ‘’Mareuil’’
- 1976 : Jamais plus toujours de Yannick Bellon : ‘’Denis’’
- 1976 : Bilitis de David Hamilton: ‘’Lucas’’
- 1977 : Le Juge Fayard dit Le Shériff de Yves Boisset : ‘’O Juiz Davoust’’
- 1977 : Moi, fleur bleue de Eric Le Hung : ‘’Isidore’’
- 1977 : Et la tendresse ? Bordel ! de Patrick Schulmann : ‘’Luc’’
- 1979 : Le Toubib de Pierre Granier-Deferre : ‘’François’’
- 1980 : La Boum de Claude Pinoteau : ‘’Eric Lehman’’
- 1981 : Viens chez moi, j'habite chez une copine de Patrice Leconte : ‘’Daniel’’
- 1981 : Croque la vie de Jean-Charles Tacchella : ‘’Alain’’
- 1981 : Passion d'amour de Ettore Scola : Capitão ‘’Giorgio Bacchetti’’
- 1982 : Le Grand Pardon d'Alexandre Arcady : ‘’Pascal Villars’’
- 1982: Hécate, maîtresse de la nuit de Daniel Schmid : ‘’Julien Rochelle’’
- 1982 : Meurtres à domicile de Marc Lobet : ‘’Max Queryat’’
- 1983 : Le Ruffian de José Giovanni : ‘’Gérard’’
- 1983 : Papy fait de la résistance de Jean-Marie Poiré : ‘’um resistente’’
- 1984 : Rue barbare de Gilles Béhat : ‘’Daniel "Chet" Chetman’’
- 1984 : L'Année des méduses de Christopher Frank : ‘’Romain Kalides’’
- 1985 : Les Spécialistes de Patrice Leconte : ‘’Paul Brandon’’
- 1985 : Bras de fer de Gérard Vergez : ‘’Delancourt’’
- 1985 : Moi vouloir toi de Patrick Dewolf: ‘’L'ex-ami d'alice’’
- 1985 : Les Loups entre eux de José Giovanni : ‘’L'exécuteur de De Saintes’’
- 1986 : Jeux de société de Raoul Girard : ‘’O homem’’
- 1986 : Les Longs Manteaux de Gilles Béhat : ‘’Murat’’
- 1986 : Poussière d'ange’' de Edouard Niermans : ‘’O Inspetor Simon Blount’’
- 1987 : L'Homme voilé de Maroun Bagdadi : ‘’Pierre’’
- 1987 : Vent de panique de Bernard Stora : ‘’Roland Pochon’’
- 1990 : La Reine blanche de Jean-Loup Hubert : ‘’Yvon Legualoudec’’
- 1991 : Le Coup suprême de Jean-Pierre Sentier : ‘’Jacques Mercier’’
- 1992 : Après l'amour, filme de Diane Kurys : ‘’David’’
- 1992 : Drôles d'oiseaux de ‘’Peter Kassovitz’’ : ‘’Constant Van Loo’’
- 1993 : Une nouvelle vie de Olivier Assayas : ‘’Constantin’’
- 1994 : Elles ne pensent qu'à ça... de Charlotte Dubreuil : ‘’O homem do fim’’
- 1994 : Le Fils préféré de Nicole Garcia : ‘’Francis’’
- 1996 : Les caprices d'un fleuve de Bernard Giraudeau : ‘’Jean-François de La Plaine’’
- 1996 : Ridicule de Patrice Leconte : ‘’Villecourt’’
- 1997 : Marianna Ucrìa de Roberto Faenza : ‘’Grass’’
- 1997 : Marquise, filme de Véra Belmont : ‘’Molière’’
- 1997 : Marthe, filme de Jean-Loup Hubert : ‘’ o coronel’’
- 1998  : TGV filme de Moussa Touré : ‘’Roger’’
- 1999 : Le Double de ma moitié, filme de Yves Amoureux : ‘’Thierry Montino’’
- 2000 : Gouttes d'eau sur pierres brûlantes, filme de François Ozon : ‘’Léopold’’
- 2000 : Une affaire de goût, filme de Bernard Rapp : ‘’Frédéric Delamont’’
- 2002 : La Petite Lili, filme de Claude Miller : ‘’Brice’’
- 2002 : Ce jour-là, filme de Raoul Ruiz : ‘’Emil’’
- 2003 : Je suis un assassin, filme de Thomas Vincent : ‘’Brice Kantor’’
- 2003 : Les Marins perdus, filme de Claire Devers : ‘’Diamantis’’
- 2004 : Chok-Dee, filme de Xavier Durringer : ‘’Jean’’

#### Televisão
- 1973 : La Porteuse de pain  : Georges
- 1973 : Arsène Lupin : Isidore Bautrellet (2 episódios)
- 1974 : Nouvelles de Henry James : Lechmere
- 1975 : Salvator et les Mohicans de Paris : Patrice
- 1978 : L'Equipage : Thélis
- 1980 : Blanc, bleu, rouge : Matthieu
- 1988 : La Face de l'ogre
- 1989 : La Grande Cabriole : Augustin Bardou
- 1995 : Confession secrète : Le Père Claude
- 1996 : L'ex : Yann Marchal
- 1996 : Saint-Exupéry : la dernière mission : Antoine de Saint-Exupéry
- 1997 : Si je t'oublie Sarajevo : Michel
- 1999 : Nana : Le comte Muffat

### Produtor e ator
- 1984 : TGV de Moussa Toure

### Diretor e cenarista
- 1988 : La Face de l'ogre (Televisão)
- 1991 : L'Autre, adaptação do romance de Andrée Chédid
- 1992 : Un été glacé (Televisão)
- 1996 : Les Caprices d'un fleuve (filme)

### Diretor de documentário
- Les carnets de voyage de Bernard Giraudeau :
  - 1992 : La Transamazonienne, música de Osvaldo Torres
  - 1999 : Un ami chilien, música de Osvaldo Torres
  - 1999 : Chili Norte - Chili Sur, música de Osvaldo Torres
  - 2003 : Esquisses Philippines

### Comentário de documentário
- 2000 : La Tombe du prince scythe, Marc Jampolski, Gedeon Programmes/Arte France La Tombe du prince scythe (docummentaire)
- 2002 : Les mystères d'Alexandrie (sobre as pesquisas submarinas de Jean-Yves Empereur)
- 2004 : La Terre vue du ciel, de Yann Arthus-Bertrand,
- 2004 : Les ailes des héros, de Isabelle Clarke
- 2005 : Jules Verne et la mer,de Olivier Sauzereau e Paul Cornet
- 2009 : Au-delà des cimes, de Rémy Tezier

## Teatro
- 1971 : Pauvre France,de Ron Clark e Sam Bobrick, encenação :Michel Roux, ‘’Teatro Fontaine’’
- 1972 : La Camisole, de Joe Orton, encenação :Jacques Mauclair, ‘’Teatro Moderne’’
- 1973 : La Reine de Césarée, de Robert Brasillach,encenação : Jean-Laurent Cochet, ‘’Teatro Moderne’’
- 1974 : Pourquoi la robe d'Anna ne veut pas redescendre, de Tom Eyen, encenação : Armand Ridel, ‘’Teatro Silvia-Monfort (Carré Thorigny)’’
- 1975 : Sur le fil, de Fernando Arrabal, encenação : Jorge Lavelli, ‘’Teatro do Atelier’’
- 1975 : Le Prince de Hombourg, de Heinrich von Kleist, encenação : Jean Negroni, ‘’Casa das artes e da cultura de Créteil’’
- 1976 : La Guerre de Troie n'aura pas lieu de Jean Giraudoux, encenação Jean Mercure
- 1977 : Attention fragile comédia musical de André Ernotte e Elliott Tiber, encenação : André Ernotte, Teatro Saint-Georges
- 1983 : K2, de Patrick Meyers, encenação Georges Wilson, Teatro da Porte-Saint-Martin
- 1986 : La Répétition ou l'amour puni, de Jean Anouilh, encenação : Bernard Murat, Teatro Edouard VII
- 1988 : Les Liaisons dangereuses de Christopher Hampton], adaptação do romance de Choderlos de Laclos, encenação : Gérard Vergez, 1989, ‘’Teatro dos Célestins’’
- 1990 : Le Plaisir de rompre e Le Pain de ménage, de Jules Renard, encenação: Bernard Murat, Comédie des Champs-Elysées, ‘’Teatro Edouard VII’’
- 1992 : L'Aide-mémoire de Jean-Claude Carrière, encenação: Bernard Murat, Comédie des Champs-Elysées
- 1995 : L'Importance d'être Constant de Oscar Wilde, encenação :Jérôme Savary
- 1997 : Le Libertin de Éric-Emmanuel Schmitt, encenação : Bernard Murat, ‘’Teatro Montparnasse’’
- 2000 : '’Becket ou l'Honneur de Dieu, de Jean Anouilh, encenação Didier Long, Teatro de Paris
- 2003 : Petits crimes conjugaux', de Éric-Emmanuel Schmitt, encenação :Bernard Mura, ‘’Teatro Edouard VII’’
- 2005 : Richard III, de William Shakespeare, encenação :Didier Long, La Coursive, La Rochelle

## Sobre Bernard Giraudeau
Escritos
- V. Micheli, « Bernard Giraudeau : un philosophe aimable », L'Avant-Scène Cinéma, 1997, número 462, p.1-3
- Stéphane Rolet, « Entre la norme et le caprice : Les voies du métissage dans Les Caprices d'un fleuve de Bernard Giraudeau (1996) », La Licorne, 2004, número 69, p.269-313
- Mara Viliers & Gilles Gressard, Collection Ramsay : Stars d'aujourd'hui n°1 Bernard Giraudeau, 1985

Documentário
- Bernard Rapp, Collection les feux de la rampe: Bernard Giraudeau, DVD, 2003

## Homenagens e recompensas
- Primeiro prêmio de comédia clássica e moderna do Conservatoire de Paris.

- Membro do comité de patrocínio da ‘’Coordination française pour la Décennie’’ da cultura, da paz e da não violência

- Em 29 de Outubro de 2005, nomeado Escritor da Marinha, pela Marinha Nacional
- Em 7 de Outubro 2007, recebeu o prêmio Amerigo-Vespucci, durante o Festival international de géographie de Saint-Dié des Vosges. Em seguida o Prêmio dos leitores da revista L'Express e o “Prêmio literário da cidade Les Sables-d'Olonne lui sont décernés pour son roman Les Dames de nage.

- Nuit des Molières du théâtre français
  - Molières 1993 : nomeado do Molière du comédien pelo seu desempenho em L'Aide-mémoire
  - Molières 1997 : nomeado para o Molière du comédienpelo seu desempenho em Le Libertin
  - Molières 2001 : nomeado para o Molière du comédien por seu papel em Becket ou l'Honneur de Dieu

- César du cinéma :
  - 5e cerimônia dos ‘’Césars’’ em 1980 : nomeado para o César do segundo melhor ator pelo filme ‘’Le Toubib’’.
  - 17e cerimônia dos ‘’Césars’’ em 1992: nomeado para o César da melhor primeira obra pelo filme L'Autre.
  - 20e cerimônia dos ‘’Césars’’ em 1995: nomeado para o César do segundo melhor ator pelo filme Le Fils préféré.
  - 22e cerimônia dos ‘’Césars’’ em 1997 : nomeado para o César do segundo melhor ator pelo filme Ridicule.
  - 26e cerimônia dos ‘’Césars’’ em 2001 : nomeado para o César do melhor ator pelo filme Une affaire de goût